# توپ، قرقیزستان
توپ (به قرقیزی: Түп) شهری در استان ایسیق‌کول کشور قرقیزستان است که در سرشماری سال ۲۰۰۵ میلادی، ۱۳٫۴۳۷ نفر جمعیت داشته است.